# Waldenøya
Waldenøya ist eine unbewohnte Felseninsel im Norden der zu Norwegen gehörenden Inselgruppe Spitzbergen.
Sie liegt nordöstlich von Nordaustlandet sowie westlich der kleinen Inselgruppe Sjuøyane („Sieben Inseln“). Anderen Quellen zufolge gehört Waldenøya als achte Insel zu den Sjuøyane.
Waldenøya ist 0,5 km² groß, erhebt sich bis zu einer Höhe von 175 m aus dem Meer und ist seit 1973 Teil des Nordost-Svalbard-Naturreservates.
Die Namensgebung der Insel erfolgte im 19. Jahrhundert durch Adolf Erik Nordenskiöld, der Waldenøya ebenso wie einige der sieben Inseln des Archipels Sjuøyane nach früheren Expeditionsteilnehmern benannte: John Walden war Fähnrich auf dem Schiff HMS Racehorse bei der Phipps-Expedition 1773 und betrat die Insel mit zwei Gefährten am 5. August 1773.